# Сич волохатий
Сич волохатий (Aegolius funereus) — вид птахів родини Совові (Strigidae) ряду Совоподібні (Strigiformes). Один з 4-х видів роду; єдиний вид роду у фауні України, представлений двома підвидами: A. f. funereus (західні області) та A. f. caucasicus (Крим). В Україні рідкісний гніздовий вид.

## Зовнішній вигляд
Невелика сова. Голова порівняно велика з добре вираженим лицевим диском білого кольору. Верх бурий з білими плямами, низ світлий з бурим поздовжнім рисунком. Очі та дзьоб жовті. Кігті чорні. Пальці оперені до кігтів. У молодих птахів верх темно-бурий, з білими плямами на крилах; лицевий диск темний, низ темно-бурий. Довжина тіла — 207—270 мм, розмах крил — 55—62 см, маса тіла — 116—197 г. Від хатнього сича відрізняється більшою головою, а дорослі птахи — також білим, добре розвиненим лицевим диском, який окреслений чорно-бурими смугами; від яструбиної сови — меншими розмірами і відносно коротшим хвостом, а від дорослого птаха — також краплеподібною строкатістю низу.

## Ареал виду та його поширення в Україні
Поширений у зоні хвойних і мішаних лісів Євразії та Північної Америки. В Україні на гніздуванні у Карпатах (Львівська область), на Поліссі (Житомирська, Чернігівська, Сумська області), ймовірно гніздиться в соснових лісах Криму та на Розточчі. На решті території рідкісний залітний.

## Чисельність і причини її зміни
Європейську популяцію оцінюють орієнтовно в 110—350 тис. пар. В Україні у Карпатах — рідкісний. В окремих районах Полісся (північ Житомирської області) є нечисленним гніздовим. Основні причини зміни чисельності — зменшення площ стиглих хвойних лісів, вирубування дуплистих дерев, хижацтво лісової куниці. Чисельність коливається за роками також внаслідок близького розташування в Україні південної межі ареалу.

## Особливості біології

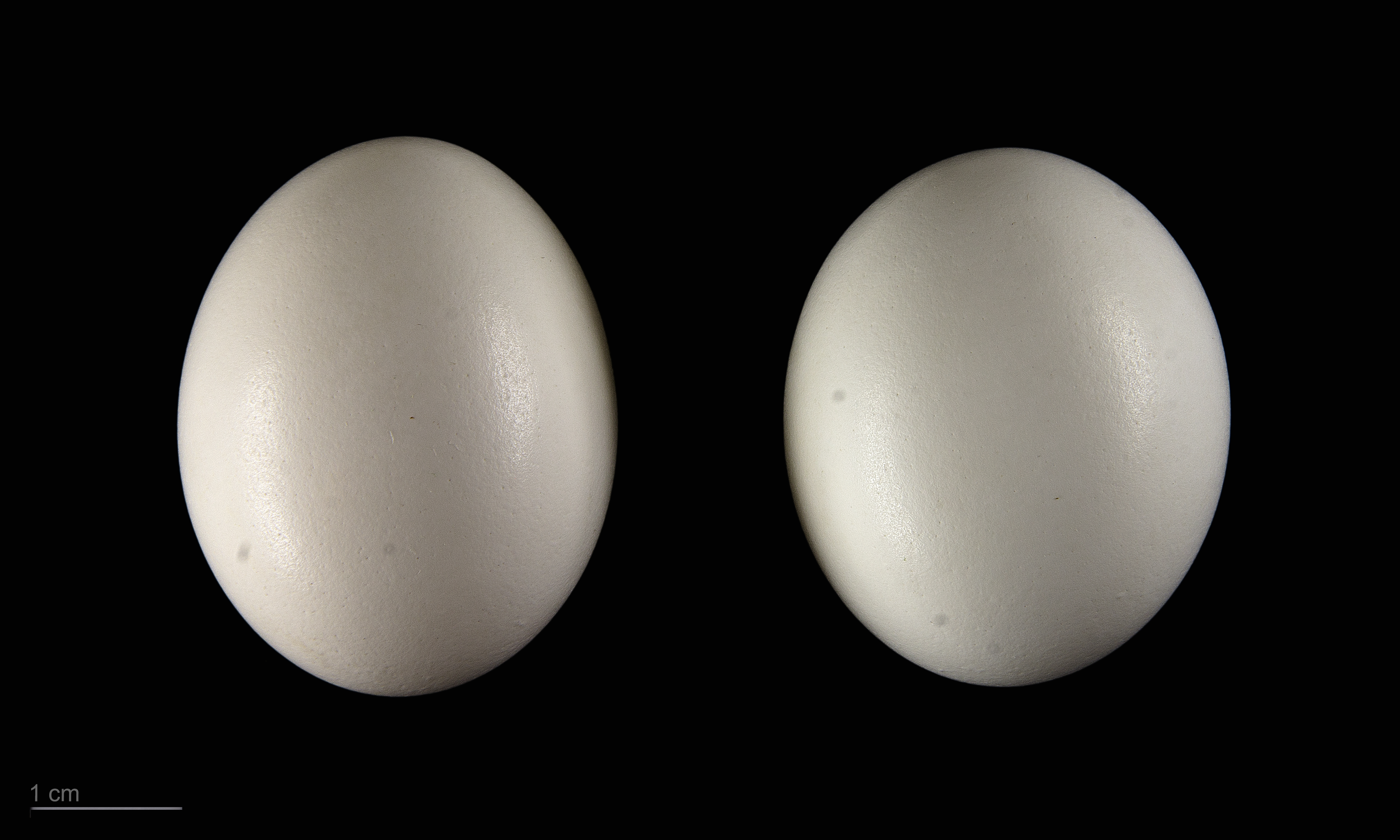
Яйця сича волохатого в оологічній колекції, Тулузький музей

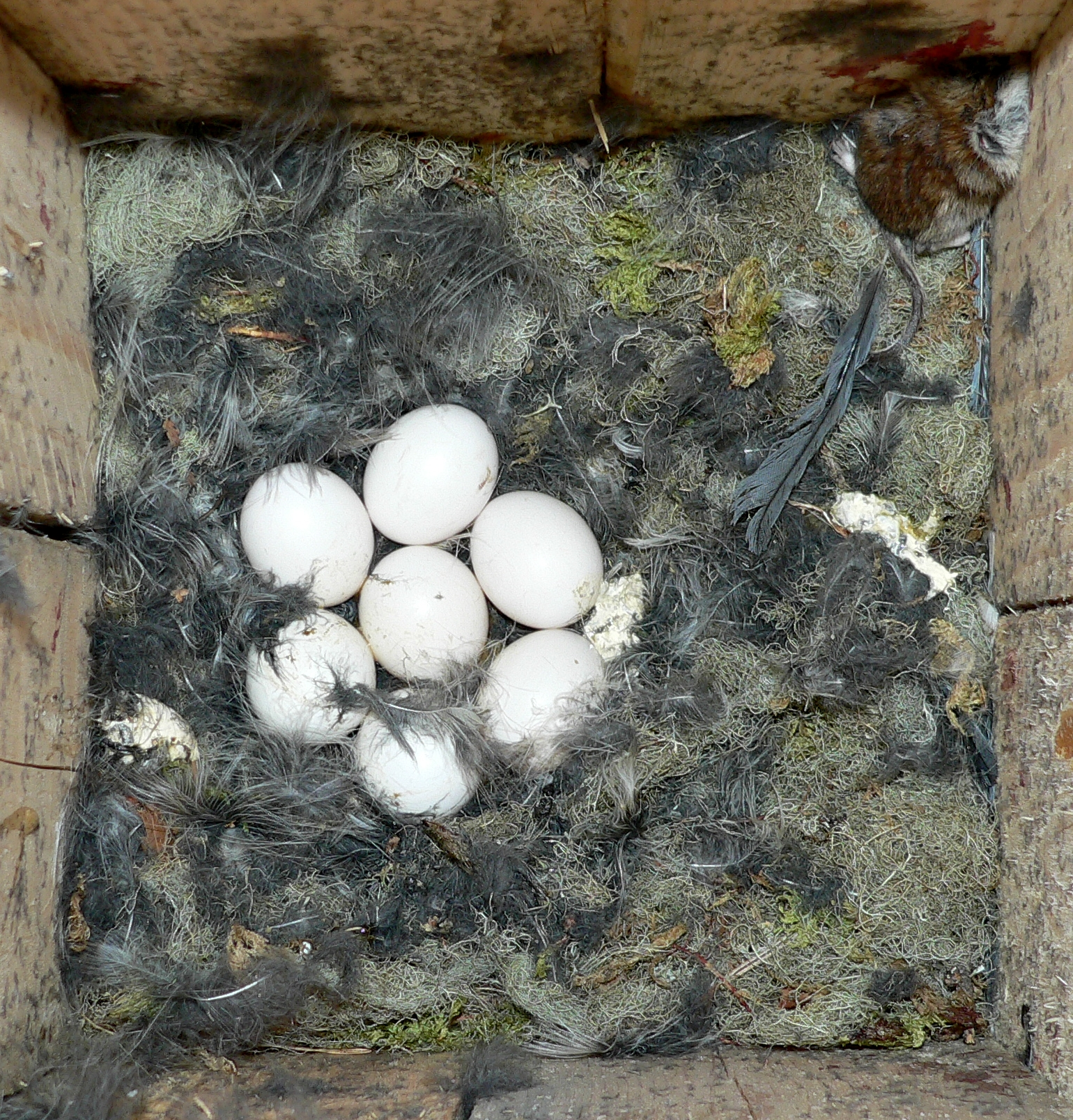
Кладка сича волохатого у штучній гніздівлі

Моногам. Осілий. У Карпатах оптимальним біотопом є темнохвойні праліси. На Поліссі оселяється в стиглих соснових лісах з домішкою осики та берези. Шлюбні крики самців чути в березні — квітні. Гніздиться в дуплах жовни чорної, займає штучні гніздівлі. Період відкладання яєць з початку березня до початку квітня. На Поліссі розмір кладки — 3—6 яєць. Насиджування — 26–28 діб. Пташенята залишають дупло у віці 29—32 днів. Близько місяця дорослі годують виводок, який у червні–липні розпадається. Молоді особини кочують. Живиться мишоподібними гризунами, рідше птахами, великими комахами.

## Охорона
Включено до Конвенції CITES (Додаток ІІ), Бернської конвенції (Додаток ІІ). Занесено до Червоної книги України (1994, 2009). Охороняється на території НПП «Сколівські Бескиди», Карпатського біосферного заповідника, Карпатського національного природного парку, природного заповідника «Ґорґани»,НПП «Синевир», Поліського державного заповідника.
Необхідні збереження стиглих насаджень і дуплистих дерев, вивчення екології виду, виявлення місць гніздування, контроль стану популяції та охорона, приваблювання в штучні гніздівлі.
Розведення у спеціально створених умовах: випадки успішного розведення відомі в Німеччині.